# Leicester Castle
Leicester Castle er en borg i Leicester, Leicestershire, England. Komplekset liggre vest for Leicester City Centre, mellem Saint Nicholas Circle mod nord og De Montfort University mod syd.
Leicester Castle var en del af byens middelalderlige forsvarsværker, der blev opført oven på romerske bymure. Den blev sandsynligvis opført omkring 1070, kort efter den normanniske erobring af England i 1066 under Hugh de Grandmesnil.
De nuværende rester består af en høj, der oprindeligt var omkring 12 m høj. Derudover findes storsalen som er inkorporeret i en facade i Queen Anne Style. Borgen og Magazine Gateway er et scheduled monument.